# لولا فلوريس
لولا فلوريس (بالإسبانية: Lola Flores)‏ مواليد 21 يناير 1923 في شريش - الوفاة 16 مايو 1995 في مدريد، كانت مغنية إسبانية بدأت مسيرتها الفنية عام 1939.

## روابط خارجية
- لولا فلوريس على موقع IMDb (الإنجليزية)
- لولا فلوريس على موقع روتن توميتوز (الإنجليزية)
- لولا فلوريس على موقع ألو سيني (الفرنسية)
- لولا فلوريس على موقع ميوزك برينز (الإنجليزية)
- لولا فلوريس على موقع أول موفي (الإنجليزية)
- لولا فلوريس على موقع أول ميوزيك (الإنجليزية)
- لولا فلوريس على موقع ديسكوغز (الإنجليزية)
- لولا فلوريس على موقع قاعدة بيانات الفيلم (الإنجليزية)
- لولا فلوريس على موقع كينوبويسك (الروسية)